# Honeymoon (cântec)
„Honeymoon” este un cântec a cantereței americane Lana Del Rey compus de Rick Nowels. Piesa a fost încărcată pe canalul ei de YouTube pe data de 14 iulie 2015 și a fost lansată ca al doilea single promoțional pe data de 7 septembrie 2015 pentru al patrulea ei album de studio, Honeymoon.

## Clasamente
| Clasament (2015) | Poziție maximă |
| ---------------- | -------------- |
| Franța (SNEP)    | 154            |